# Stupid German Money
Stupid German Money (engl. für: ‚dummes deutsches Geld‘) ist ein ursprünglich von der US-amerikanischen Filmwirtschaft geprägter Begriff für Gelder aus geschlossenen Medienfonds des deutschlandspezifischen grauen Kapitalmarkts. Diese Fonds wurden ab der Jahrtausendwende wegen hoher Abschreibungsmöglichkeiten als Steuersparmodell genutzt. Die Gelder flossen größtenteils in amerikanische Filmproduktionen. Durch eine Änderung des Steuerrechts Ende 2005 brachten neu aufgelegte Medienfonds keine Steuervorteile mehr und diese Anlageform verlor erheblich an Attraktivität.
Später wurde in Finanzkreisen polemisiert, „die Deutschen seien international besonders dumme Geldanleger“ und würden „ihr Geld ineffizient und somit falsch investieren“. Eine Studie der Deutschen Bundesbank von 2018 bestritt diese Annahme. Auch ein Gutachten des Kieler Instituts für Weltwirtschaft aus dem Jahr 2018 schien die Aussage vom Stupid German Money zunächst zu widerlegen. Ein späteres Gutachten, das Moritz Schularick von der Rheinischen Friedrich-Wilhelms-Universität Bonn sowie Franziska Hünnekes und Christoph Trebesch vom Institut für Weltwirtschaft 2019 vorstellten, ergab jedoch, dass die Rendite deutscher Auslandsvermögen deutlich niedriger als die von anderen Ländern liegt. In einer langfristigen, international vergleichenden empirischen Bewertung deutscher Auslandsinvestitionen hatten sie herausgefunden, dass die durchschnittlichen Erträge seit 1975 jährlich etwa 5 Prozentpunkte unter denen der Vereinigten Staaten und fast 3 Prozentpunkte unter denen anderer europäischer Länder lagen.